# 旧托罗帕
旧托罗帕（羅馬化：Staraya Toropa）是俄罗斯特维尔州的市级镇，为该州西德维纳区第二大聚居地，同时也是该区唯一的一座市级镇。地处特维尔州西部瓦尔代高地上，位于西德维纳河流域托罗帕河畔，在区行政中心西德维纳西偏北、州府特维尔西偏南方，靠近特维尔州与普斯科夫州的州界。
镇内设有同名铁路车站，位于莫斯科－里加线上。M9公路（波罗的海公路）从该镇以北约4公里处经过。
该地2022年人口有1,482人；2010年人口1,995；2002年人口2,306；1989年人口2,802。